# رايمو
رايمو (بالفرنسية: Raimu)‏ هو كاتب غير روائي وممثل فرنسي، كان جول أوغست مورير (ولد في 18 ديسمبر 1883 - وتوفي في 20 سبتمبر 1946 بنويي-سور-سين في فرنسا) واسمه المسرحي رايمو، ممثلًا فرنسيًا
اشتهر بلعب دور سيزار في "ثلاثية مرسيليا" ( ماريوس وفاني وسيزار ).

## السيرة الفنية
ولد مورير في تولون في مقاطعة فار، وظهر لأول مرة على المسرح هناك في عام 1899. وبعد أن لفت انتباه نجم قاعة الموسيقى الكبير فيليكس مايول، الذي كان أيضًا من طولون، حصل في عام 1908 على فرصة للعمل كممثل ثانوي في المشهد المسرحي في باريس. كان يعمل في المقام الأول في الكوميديا. في عام 1916، قدم له الكاتب والمخرج ساشا جيتري أدوارًا مهمة في الإنتاجات في Folies Bergère وأماكن رئيسية أخرى. بالإضافة إلى ظهوره على خشبة المسرح، طوَّر رايمو أيضًا مسيرة مهنية ناجحة في الأفلام، أحيانًا تحت اسم Jules Raimu.
لعب دور البطولة في العرض الأول لفيلم أندريه ميساجر أوبريت Coups de roulis في عام 1928. وفي العام التالي، بصفته ممثلًا رائدًا بالفعل، نال شهرة واسعة لدوره البطولي في الإنتاج المسرحي لمسرحية مارسيل باجنول ماريوس. على مضض، بسبب خيبة أمله من دوره السينمائي الأول قبل عدة سنوات، وافق على التمثيل في فيلم جيتري Le Blanc et le Noir ثم أعاد تمثيل دور ماريوس في الفيلم بعد عام. بحلول أواخر الأربعينيات من عمره، أصبح رايمو أحد أكثر الممثلين احترامًا في بلاده، واعتبره أليك غينيس، ومارلين ديتريش، ورود ستيجر، وأورسون ويلز، الممثل النهائي.

## الحياة العائلية
تزوج من إستر ميتاير (1905-1977) عام 1936. وأنجب منها ابنة اسمها بوليت برون (1925-1992).

## الوفاة
توفي رايمو نتيجة نوبة قلبية في 20 سبتمبر 1946، بسبب مضاعفات التخدير بعد عملية جراحية بسيطة نسبيًا في الساق، في المستشفى الأمريكي بباريس في نويي سور سين، حينما كان نائمًا. دُفِنَ في مقبرة طولون، أطلق اسمه على سينما طولون تكريمًا له.
وفي عام 1961، كرمته الحكومة الفرنسية بوضع صورته على طابع بريدي. يوجد له متحف صغير أنشأته حفيدته إيزابيل نوهين في بلدة كوجولين في مقاطعة فار في فرنسا.

## وصلات خارجية
- رايمو على موقع IMDb (الإنجليزية)
- رايمو على موقع روتن توميتوز (الإنجليزية)
- رايمو على موقع ألو سيني (الفرنسية)
- رايمو على موقع ميوزك برينز (الإنجليزية)
- رايمو على موقع أول موفي (الإنجليزية)
- رايمو على موقع قاعدة بيانات الأفلام السويدية (السويدية)
- رايمو على موقع إن إن دي بي (الإنجليزية)
- رايمو على موقع ديسكوغز (الإنجليزية)
- رايمو على موقع قاعدة بيانات الفيلم (الإنجليزية)
- رايمو على موقع ليتربوكسد (الإنجليزية)